# 南大呑村
南大呑村（みなみおおのみむら）は、石川県鹿島郡に存在した村。
村の名称は、江戸時代の「大呑荘」の南側だったことによる。

## 地理
- 現在の七尾市の南東に位置する。南側は富山県との県境。
- 農業、林業、漁業が主要産業だった一方で、石灰石の産出も行われていた。また、藁製品製造、織物業も多く行われていた。
- 山：石動山
- 河川：熊淵川

## 歴史
- 1889年（明治22年）4月1日 - 町村制の施行により、鹿島郡黒崎村、花園村、東浜村、大泊村、山崎村及び熊淵村を廃し、その区域をもって鹿島郡南大呑村を設置する。
- 1907年（明治40年）頃 - 北隣との北大呑村と合併協議が行われたが、合併は頓挫[1]。
- 1933年（昭和8年） - 当時の七尾町にあるセメント工場との間に空中ケーブルが引かれ、石灰石が運搬されるようになった。
- 1954年（昭和29年）3月31日 - 鹿島郡北大呑村、南大呑村、崎山村及び高階村を廃し、その区域を七尾市に編入する。6大字は七尾市の町に継承。

## 人口
| 年               | 世帯数 | 人口  |
| ---------------- | ------ | ----- |
| 1889（明治22年） | 390    | 2,183 |
| 1920（大正9年）  | 432    | 2,460 |
| 1953（昭和28年） | 476    | 2,575 |

## 経済
農業
『大日本篤農家名鑑』によれば南大呑村の篤農家は、「岡野俊之」のみである。

## 交通
- 二級国道160号七尾高岡線（現在の国道160号）

## 教育
- 南大呑村立南大呑中学校
- 南大呑村立山崎小学校
- 南大呑村立熊淵小学校